# Съюз на бойците
Съюзът на бойците е крайнодясна фашистка обществена организация в България през 1923 – 1924 година.

## История
Създаден на 16 февруари 1923 г. от Крум Митаков като продължител на основания през 1919 г. Строго неутрален пленническо-заложнически съюз, съюзът е сочен за първата открито фашистка организация в страната. Идеологически плътно се доближава до италианския фашизъм с фокус върху засилване на държавната намеса в икономиката и премахване на либералната демокрация. Организацията наброява около 2000 членове, но с отстраняването от власт на Българския земеделски народен съюз и засилените мерки на правителството срещу крайната левица, губи влияние и в началото на 1924 г. прекратява дейността си.